# Collazos de Boedo
Collazos de Boedo – gmina w Hiszpanii, w prowincji Palencia, w Kastylii i León, o powierzchni 21 km². W 2011 roku gmina liczyła 127 mieszkańców.